# Wilhelm Greb
Friedrich Wilhelm Greb (* 13. Februar 1898 in Frankfurt am Main; † 8. Februar 1947 in Mainz-Weisenau) war ein hessischer Politiker (CSVD) und ehemaliger Abgeordneter des Landtags des Volksstaates Hessen in der Weimarer Republik.

## Familie
Wilhelm Greb, der evangelischer Konfession war, war der Sohn des Lehrers August Greb und dessen Frau Katharina, geborene Steinmetz. Er heiratete am 19. Mai 1923 in Nieder-Saulheim Luise, geborene Binz.

## Ausbildung und Beruf
Wilhelm Greb arbeitete nach dem Studium 1920 bis 1939 als Lehrer in Mainz, Königstädten und Nauheim. 1940 bis 1944 war er Oberzahlmeister der Heeresverwaltung, wo er wegen Krankheit am 5. Mai 1944 entlassen wurde. Danach war er wieder Lehrer in Mainz und Undenheim.

## Politik
Wilhelm Greb gehörte 1931–1932 als einziger Abgeordneter des CSVD dem Landtag an. 1929–1932 war er Vorsitzender des Landesverbandes Hessen-Darmstadt des CSVD.